# شیوه روایت
شیوه روایتگری (به انگلیسی: Narration) مجموعه‌ای از روش‌ها است که نویسندگان و پدیدآورندگان ادبی، نمایشی، سینمایی و یا موسیقایی برای ارائه داستان به مخاطبان خود از آن‌ها بهره می‌گیرند. شیوه روایتگری یکی از تکنیک‌های جامع مؤلفان برای ارائه اثرشان است.
- زاویه دید: زاویه دیدی که (چه از نوع شخصی چه غیرشخصی) داستان به وسیله آن ارائه می‌شود.
- صدای روایت: فرمت (یا نوع نمایشی) که داستان از طریق آن ارائه می‌شود.
- زمان روایت: زمان دستوری گذشته بودن، حال بودن یا آینده بودن افعال.

راوی یک شخصیت داستانی یا یک شخصیت خارج از داستان است که نقش صدای مؤلف را برای ارائه و رساندن اطلاعات به ویژه دربارهٔ پیرنگ به شنونده، بیننده یا خواننده را ایفا می‌کند. راوی می‌تواند به صورت ناشناس و خارج از شخصیت‌های داستان باشد؛ یکی از شخصیت‌های داستان باشد؛ یا در بعضی آثار داستانی یا غیرداستانی به عنوان یک شخصیت شرکت‌کننده در داستان ظاهر می‌شود. مؤلف خود تصمیم می‌گیرد که یک شخصیت مداخله گر داشته باشد، یا یک شخصیت ضمنی غیرمداخله گر یا یک شخصیت واقف به همه امور که وجود و صدایش صرفاً برای روایت داستان برای شنونده است بدون اینکه وجودش ضربه‌ای به رخدادهای داستان بزند. برخی از داستان‌ها دارای چند راوی هستند که در زمان‌های یکسان، شبیه یا مختلف با صدای شخصیت‌های مختلف ارائه می‌شوند؛ بنابراین مؤلف می‌تواند به جای یک زاویه دید از مجموعه‌ای از زاویه های دید استفاده کند.
شیوه روایت گری تنها به این محدود نمی‌شود که چه کسی داستان را می‌گوید، بلکه همچنین به چگونگی روایت داستان (به‌طور مثال، استفاده از جریان سیال ذهن یا راوی نامعتبر) نیز مربوط می‌شود. در اشکال کلاسیک ادبیات (مثل رمان، داستان کوتاه یا خاطره نویسی) روایت یکی از عناصر اصلی داستان است؛ اما در اشکال دیگر (عمدتاً غیرادبی) مانند فیلم، شوهای تلویزیونی، نمایش یا بازی ویدئویی روایت یک امر انتخابی محسوب می‌شود.

## زاویه دید
زاویه دید راوی، شخصیت روایت‌کننده داستان را مشخص می‌کند. به بیان روشن‌تر، زاویه روایت یعنی اینکه راوی کجا ایستاده و چقدر بر آدم‌ها، ماجرا و داستان تسلط دارد. بیرون آدم‌ها را می‌بیند یا درون آن‌ها را؟ چقدر؟
 شما هنگامی که یک صحنه از کتاب را می‌خوانید یا آن را می‌نویسید، مثل یک دوربین روی شانه شخصیت یا داخل سر شخصیت، او را تعقیب می‌کنید. شما به دنبال واکنش‌های او در یک موقعیت ویژه یا عملکردهای مهم با جزئیات واضح هستید.— جنا بلوم، کار مؤلف، ۲۰۱۳

### اول شخص
در روایت اول شخص یا منِ راوی، داستان معمولاً توسط یک راوی روایت می‌شود که خود یکی از شخصیت‌های داستان است. نویسنده در پشت سر راوی خود پنهان شده و توسط راوی داستان را پیش می‌برد. و سعی می‌کند ردپایی از خودش در داستان جا نگذارد. پس راوی پیرنگ داستان را با فرم «من»، یا اوقاتی به صورت جمع «ما» نشان می‌دهد. روایت اول شخص اغلب برای نمایش اعماق ذهن فرد و افکار گفته نشده او استفاده می‌شود. به صورت عام، راوی قهرمان اصلی است که افکار ذهنی او برای خواننده بیان می‌شود، اگرچه افکار دیگر شخصیت‌ها بیان نشود. این شخصیت را بیشتر می‌توان توسط سبک راویت فردی توسعه داد. روایت اول شخص می‌تواند به صورت دانای کل هم دربیاید، بدین صورت که یک شخص که مستقیماً در حوادث حضور دارد اما اطلاع یا آگاهی به خواننده نمی‌دهد. با اینحال نویسنده می‌تواند آگاهی‌های خاصی از داستان را به خواننده هشیار بدهد، مثلاً زمان یا مکانی را با علتی خاص توصیف کند. یک راوی هشیار مانند یک انسان است که رفتارها و اتفاقات گذشته را نقل می‌کند، پس نمی‌تواند شاهد کاملی باشد، نمی‌تواند همه چیز را تمام و کمال ببیند و اتفاقات کاملاً را درک کند، بنابراین لازم نیست تمام افکار درونی به صورت کامل انتقال داده شود، ممکن است راوی اهدافی را دنبال کند.
از فرم‌های دیگر می‌توان به اول شخص موقت در روایت داستان در داستان اشاره کرد. جایی که راوی یا مشاهده گر داستان به وسیله کس دیگری داستان را می‌گوید و شاخه‌های داستان تکثیر می‌شود، موقتاً و بدون وقفه راوی داستان به کسی که صحبت می‌کند تغییر می‌کند. راوی اول شخص می‌تواند شخصیت کانونی باشد.
راوی اول شخص همیشه یکی از شخصیت‌های داستان است (خواه قهرمان اصلی باشد خواه نباشد). در این زاویه دید شخصیت عملی انجام می‌دهد، قضاوت می‌کند و نظرهایش را بیان می‌نماید و در نتیجه اجازه نمی‌دهد و به خوانندگان اجازه نمی‌دهد افکار و احساسات دیگر شخصیت‌ها را درک کند یا ادراکش به اندازه ادراک راوی است. ما از شخصیت‌ها و رویدادها از طریق مشاهدات و اطلاعات راوی آگاه می‌شویم.
در بعضی مواقع اطلاعاتی را بر پایه تجارب خود به خوانند ارائه می‌کند. این وظیفه خواننده است تا تشخیص دهد چه چیزی امکان دارد برای شخصیت راوی اتفاق افتاده باشد.
برخی از رمان‌هایی که از اول شخص مفرد استفاده می‌کنند از این قرارند: خورشید همچنان می‌دمد از ارنست همینگوی، زوربای یونانی از نیکوس کازانتزاکیس، عقاید یک دلقک از هاینریش بل، سمفونی مردگان از عباس معروفی و چراغ‌ها را من خاموش می‌کنم از زویا پیرزاد. روایت اول شخص مفرد در داستان‌های کوتاه دیوار از ژان پل سارتر، یکی بود یکی نبود از نادین گوردیمر، ملکه عروسی از کارلوس فوئنتس، سه قطره خون از صادق هدایت، درخت گلابی از گلی ترقی و نقش بندان از هوشنگ گلشیری نیز استفاده شده است.
دیروز بود که اتاقم را جدا کردند. آیا همان طوری‌که ناظم وعده داد من حالا به کلی معالجه شده‌ام و هفته دیگر آزاد خواهم شد؟ آیا ناخوش بوده‌ام؟— صادق هدایت، سه قطره خون
برخی رمان‌ها و داستان‌ها نیز به صورت اول شخص جمع یعنی مای راوی بیان می‌گردد. بیست و شش مرد و یک دختر اثر ماکسیم گورکی، یک رز برای امیلی اثر ویلیام فاکنر،
خروس از ابراهیم گلستان و فتحنامه مغان اثر هوشنگ گلشیری
بالاخره ما هم شروع کردیم. شیشه‌های سینماها قبلاً شکسته شده بود. یکی دو سنگ که انداخته بودند، شیشه‌های قدی ریخته بود پایین. نئون سردرها را بعداً که چیز دندان‌گیری پیدا نمی‌شد شکستیم.— هوشنگ گلشیری، فتحنامه مغان
راوی می‌تواند قهرمان اصلی باشد (مانند گالیور در سفرهای گالیور) یا کسی که محرم اسرار اعمال و افکار قهرمان اصلی است (مانند دکتر واتسون در شرلوک هلمز) یا یک شخص فرعی که نقش پررنگی ندارد (مانند نیک کاراوی در گتسبی بزرگ). راوی می‌تواند به در یک یا چند مورد با حذف، دیگر راویت‌ها را نقل کند. به این روش «قاب راوی‌ها» می‌گویند. به‌طور مثال، آقای لاک وود در بلندی‌های بادگیر یا راوی بی‌نام دل تاریکی اثر جوزف کنراد. یک نویسنده ماهر روایت‌های انحرافی را برای خود انتخاب می‌کند تا همراه شخصیت راوی باشد. به‌طور مثال، در مثال یادشده آقای لاک وود کاملاً ساده است و در واقع به نظر می‌رسد بی‌اطلاع است. به‌طور هم‌زمان داستان ترکیبی از شایعات، تجربیات و قصه می‌شود. بدین ترتیب آقای لاک وود یک راوی نامعتبر است و عمدتاً سعی می‌کند تعلیق ایجاد کند و خواننده را گیج کند و نهایتاً بلندی‌های بادگیر را مانند گزارشی تفسیری ارائه می‌دهد.
دیگر شخصیت‌های روایت تا حد زیادی از دید خواننده نسبت به حوادث و چگونگی آن دارد که خواسته یا ناخواسته راه‌های زیادی را به وجود می‌آورد. ضعف‌ها و خطاهای شخصیت، مانند تأخیر، بزدلی یا فساد ممکن است باعث شود در مواقع حساس راوی ناخواسته نامعتبر یا غایب به نظر بیاید. به ویژه رویدادهایی که راوی به صورت مبهم یا واضح در پس زمینه قرار می‌دهد. از آنجا که شخصیت‌های فرعی نیست باید مانند یک آدم عادی تعریف شوند و جز هیچ گروهی نباشند و هیچ ضعف جسمانی مانند ضعیفی چشم یا فلجی نداشته باشند. راوی بدخواه و بی‌ثبات می‌تواند به خواننده دروغ نیز بگوید. در خود زندگینامه‌ها راوی اول شخص یکی از شخصیت‌های مؤلف است (با میزان دقت متفاوت) و همچنان با مؤلف تفاوت دارد و باید مانند دیگر شخصیت‌ها و دیگر راویان اول شخص رفتار کند. به‌طور مثال خاطرات بسکتبال از جیم کرول و زمان لرزه از کورت ونه گات از این دسته آثار هستند. در برخی موارد راوی در حال نگارش کتاب است، بنابراین او بیشترین قدرت و دانش نویسنده را دارد مانند نام گل سرخ از اومبرتو اکو و ماجرای عجیب سگی از مارک هادون.
یکی از اشکال نادر روایت، روایت اول شخص دانای مطلق است. در این روش راوی یکی از شخصیت‌های داستان است اما از افکار و احساسات دیگران را نیز آگاه است. شبیه راوی سوم شخص دانای مطلق می‌باشد. این شکل یک توضیح منطقی برای تناسب سازوکار دنیای داستان‌نویسی عموماً مطرح می‌شود، مگر اینکه یک فقدان بزرگ در پیرنگ حس شود. دزد کتاب اثر مارک زوساک که توسط مرگ روایت می‌شود و استخوان‌های دوست داشتنی نوشته آلیس سبالد که توسط دختر جوان کشته شده‌ای روایت می‌شود که پس از مرگ با تجربه خروج از بدن خانواده خود را که در حال تلاش برای کنار آمدن با ناپدیدی او هستند، مشاهده می‌کند. دو گزینه قابل ذکر از این نوع روایت است. عموماً راوی با آگاهی محدود مواردی را تشریح می‌کند که به‌طور منطقی قابل فهم باشد. نویسندگان تازه‌کار ممکن است به‌طور متناوب از راوی سوم شخص دانای کل به اول شخص در نوشته‌هایشان استفاده کنند و محدودیت‌های ذاتی انسان برای دخالت کردن یا مشاهده کردن را فراموش کند.

### دوم شخص ارجمند
در روایت دوم شخص یا توی راوی، راوی مستقیماً مخاطبانش را مورد خطاب قرار می‌دهد. به همین علت به این روش زاویه روایت خطابی نیز می‌گویند. این شیوه خواننده را به عنوان یکی از شخصیت‌ها وارد متن می‌کند و همین باعث می‌شود تا خواننده خود را در ساخت ماجرا شریک و سهیم بداند. راوی ترجیح می‌دهد به جای ضمیر «او» از ضمیر «تو» استفاده کند تا بیگانگی از وقایع اتفاق افتاده، فاصله احساسی یا کنایی کمتر حس شود. لوری مور و جنوت دیاز از این روش در داستان‌های کوتاهشان استفاده کرده‌اند. در ایران نیز هر چند به ندرت اما در داستان‌های معاصر دیده می‌شود. داستان‌های کوتاه «بید، دریاچه، قو» اثر حسن عالی زاده، «کینه کشی» اثر محمود گلابدره‌ای، «اگر این دست…» اثر مهدی سحابی و «پاگرد سوم» اثر یارعلی پورمقدم و رمان شاه بی شین از محمدکاظم مزینانی از این دسته آثار است.
معده ات بدجوری ترش کرده. وای که این دانشجوها چقدر آزارت می‌دهند! هروقت به یاد آن‌ها می‌افتی، متأثر و غمگین می‌شوی و حال بدی پیدا می‌کنی. یادت باشد قبل رفتن به سر قرار، قرص ضد نفخ و ترشا بخوری— محمدکاظم مزینانی، شاه بی شین، صفحهٔ ۱۶۱
شاید معروف‌ترین مثال از راوی دوم شخص در دنیای ادبیات، رمان چراغ‌های روشن، شهر بزرگ اثر جان مک لنرنی باشد که راوی دوم شخص، در حال مشاهده زندگی خارج از کنترل خود و ناتوانی او در مقابله با آسیب هاست.
همچنین ایتالو کالوینو در کتاب اگر شبی از شبهای زمستان مسافری از این روایت استفاده کرده است.
استفاده از «تو» به عنوان مخاطب (به عنوان شعر یا ترانه) در کتاب‌های سریالی «مبارزه فانتزی» و «ماجراجویی خودت را انتخاب کن» که در ۱۹۸۰ میلادی محبوب بوده، به کار گرفته شده است.

### سوم شخص
روایت سوم شخص یا اوی راوی انعطاف‌پذیرترین نوع برای مؤلف است و بنابراین معمول‌ترین شیوه روایت در ادبیات محسوب می‌گردد. در روایت سوم شخص، راوی همیشه شخصیت‌های داستان را با «او» یا «آنها» خطاب می‌کند و هیچگاه از «من»، «ما»، «تو» یا «شما» استفاده نمی‌کند. در روایت سوم شخص، راوی یا موجودیت مشخصی ندارد یا کسی است که داستان را منتقل می‌کند و هیچ‌کدام از شخصیت‌های داستان نیست.
راوی سوم شخص یا وجود ندارد، یا در صورت وجود قهرمان اصلی نیست و داستان دربارهٔ شخص دیگری است و دربارهٔ زندگی خود راوی نمی‌باشد. این شیوه با چشم‌انداز او روایت می‌گردد.
راوی سوم شخص به دو نوع طبقه‌بندی می‌شود. نوع اول ذهنی یا عینی بودن آن. در راوی سوم شخص ذهنی(Subjective)، راوی افکار و احساسات یک یا چند شخصیت را توصیف می‌کند اما در راوی سوم شخص عینی (Objective) راوی تنها مشاهدات را توصیف می‌کند و افکار و احساسات هیچ‌کدام از شخصیت‌ها را شرح نمی‌دهد. نوع دوم دانای کل یا دانای محدود بودن آن است که میزان آگاهی راوی را نشان می‌دهد. راوی سوم شخص دانای کل (Omniscient) از تمام اتفاقات، شخصیت‌ها، مردم و زمان‌ها که شامل افکار تمام شخصیت‌ها هم می‌شود، آگاه است. امّا راوی سوم شخص با دانایی محدود (Limited)، متضاد دانای کل است. او می‌تواند از تمام چیزها را دربارهٔ یکی از شخصیت‌ها و تمام قطعات افکار او را بداند، امّا آگاهی او به همین شخصیت محدود می‌شود و این یعنی این که راوی نمی‌تواند چیزهای ناشناخته برای شخصیت متمرکز را توصیف کند.
روایتگری سوم‌شخص معمولاً روایتی است که در آن راوی جزو شخصیت‌های داستان نیست و از زبان سوم‌شخص به شخصیت‌ها اشاره می‌شود (مثلاً «او این کار را کرد»؛ «او این را می‌گوید»). اغلب به این نوع روایتگری روایتگری دانای کل هم می‌گویند که غلط‌انداز است. این اصطلاح نیز درست مانند اصطلاح روایتگری اول‌شخص دسته‌بندی رضایت‌بخشی نیست، زیرا راوی‌های سوم‌شخص ممکن است برای اشاره به خودشان از زبان اول‌شخص استفاده کنند و در ضمن تقریباً همهٔ روایت‌های اول‌شخص مملو از روایتگری سوم‌شخص‌اند. ژرار ژنه برای حل این مسئله تمایزی روشن‌تر بین روایتگری خودگو، دیگرگو و برون‌گو پیشنهاد کرده است.
آثار بسیاری چون جنگ و صلح اثر لئو تولستوی، جنایت و مکافات اثر داستایوفسکی، کوری اثر ژوزه ساراماگو، صد سال تنهایی اثر گابریل گارسیا مارکز، خانواده تیبو اثر روژه مارتن دوگار، دن آرام اثر میخائیل شولوخوف، ژان کریستف اثر رومن رولان، بینوایان اثر ویکتور هوگو، کلیدر اثر محمود دولت‌آبادی،شوهر آهو خانم اثر محمدعلی افغانی، آتش بدون دود اثر نادر ابراهیمی و سووشون اثر سیمین دانشور از یکی از انواع راوی سوم شخص استفاده می‌کند.
اهل خراسان مردم کرد بسیار دیده‌اند. بسا که این دو قوم با یکدیگر در خورده بوده‌اند؛ خوشایند و ناخوشایند. اما اینکه چرا چنین چشمهاشان به مارال خیره مانده بود، خود هم نمی‌دانستند. مارال، دختر کرد دهنهٔ اسب سیاهش را به شانه انداخته بود، گردنش را سخت و راست گرفته بود و با گامهای بلند، خوددار و آرام رو به نظمیه می‌رفت.— محمود دولت‌آبادی، کلیدر، جلد اول
این شیوه روایت در داستان‌های رئالیستی و ناتورالیستی، شیوه غالب است. حسین پاینده می‌گوید:
استفاده از راوی سوم شخصی که صدای شخصیت‌ها را تابعی از صدای خود می‌کند، در بسیاری از داستان‌های رئالیستی رواج دارد. دیدگاه دانای کل و همچنین شکل‌های تعدیل شده‌ای از روایتگری سوم شخص دانای کل در داستان‌های رئالیستی نویسندگان ایرانی به کرّات به کار گرفته شده‌اند. یکی از این شکل‌های تعدیل شده، عبارت است از کاربرد نظرگاه دانای کل برای توصیف و نه ارزیابی و داوری. به سخن دیگر، راوی سوم شخص دانای کلی که در داستان‌های رئالیستی روایت داستان را به عهده دارد، از دانایی خود راجع به پیشینهٔ رویدادها یا گذشتهٔ شخصیت‌ها یا احساسات و اعتقادات درونی آن‌ها، معمولاً به منظور دادن اطلاعات به خواننده استفاده می‌کند و می‌کوشد تا نظری غایی دربارهٔ وضعیت پیش آمده ندهد و در خصوص درستی یا نادرستی رفتار شخصیت‌ها داوری نکند. در شکل تعدیل شده دیگری از زاویه دید سوم شخص دانای کل (که نمونه‌هایش را در معدود داستان‌های کوتاه محمود دولت‌آبادی می‌توان دید)، دانایی راوی محدود به ذهن شخصیت اصلی است و صرفاً افکار او را به خواننده بازمی‌گوید، یا گاه به رویدادهای قبلی داستان (رویدادهای رخ داده پیش از آغاز داستان) اشاره می‌کند.— حسین پاینده، داستان کوتاه در ایران - جلد اول،

### شخص متناوب
درحالی‌که قاعده کلی از این قرار است که در تمام رمان از یک زاویه دید استفاده شود امّا پیروی از این قاعده اجباری نیست. داستان‌های بسیاریُ، بالاخص در ادبیات، میان سوم شخص دانای کل و سوم شخص دانای محدود در حرکت هستند. به‌طور مثال مجموعه هری پاتر نوشته جی.کی. رولینگ با راوی سوم شخص دانای محدود در بیشتر هفت جلد نقل شده است (که در آن خواننده محدود به افکار چند شخصیت خاص است)، اما گاهی به سمت راوی سوم شخص دانای کل منحرف می‌شود و گاه به گاه افکار دیگر شخصیت‌ها را شرح می‌دهد، هر چند نسبت به قهرمان اصلی نسبتاً کمتر. یا مجموعه ترانه یخ و آتش نوشته جرج آر. آر. مارتین که زاویه دید از فصلی به فصل دیگر تغییر می‌کند. خانه و جهان نوشته رابیندرانات تاگور در سال ۱۹۱۶ میلادی، مثال دیگری است که زاویه دید میان سه شخصیت اصلی میان مرز فصل‌ها تغییر می‌کند. مجموعه قهرمانان المپ نوشته ریک ریوردن زاویه دید در فواصلی میان دو شخصیت تعویض می‌شود. آلیاس گریس نوشته مارگارت اتوود زاویه دید خود را از اول شخص دانای محدود در برخی موارد به سوم شخص دانای محدود تغییر می‌دهد. همچنین دانای کل به تغییر زاویه دید اشاره می‌کند، زیرا داستان گاهی بین دو شخصیت تغییر می‌کند. راوی گاهی اول شخص را برای زاویه دید عینی انتخاب می‌کند و سوم شخص را برای صحنه‌های عملی، به ویژه اوقاتی که در صحنه نقشی ندارد یا حاضر نیست تا صحنه‌ها را مشاهده کند. این نوع در رمان انجیل سمی یافت می‌شود.
در رمان نامه نگارانه، که در سال‌های اولیه شکل‌گیری رمان مفهومی مشترک داشتند، عموماً بر اساس سلسله نامه‌های نوشته شده میان شخصیت‌های داستان شکل می‌گیرد و لزوماً هنگام تغییر نویسنده نامه زاویه دید هم تغییر می‌کند. کتاب‌های کلاسیکی چون فرانکنشتاین اثر مری شلی و دراکولا اثر برام استوکر از این دست رمان هاست. مورد غیرعادی دکتر جکیل و آقای هاید اثر رابرت لویی استیونسن از این دستند، اگرچه در بعضی از این رمان‌ها تمام رمان از نامه‌های یک شخصیت شکل گرفته است از جمله نامه‌های نوارپیچ اثر سی اس لوییس و خاطرات بریجت جونز اثر هلن فلدینگ. جزیره گنج اثر رابرت لویی استیونسن میان راوی اول شخص و راوی سوم شخص تغییر می‌کند، همچنین رمان خانه متروک اثر چارلز دیکنز و هدیه اثر ولادیمیر ناباکوف. تعدادی از رمان‌های ویلیام فاکنر سلسله‌ای از زاویه‌های دید اول شخص ارائه می‌دهد. ای. ال. کانیگزبرگ در رمان چشم‌اندازی از شنبه از گذشته نمایی برای تغییر چشم‌انداز از اول شخص به سوم شخص استفاده کرده است، همچنین از این تمهید ادیث وارتون در رمان اتان فرام استفاده کرده است. پس از مرگ نخست اثر رابرت کرامیر، داستان دزدیدن یک اتوبوس مدرسه در اواخر دهه ۱۹۷۰ است، از روایت اول شخص و سوم شخص به وسیله شخصیت‌های مختلف استفاده می‌کند. رمان مرگ آرتمیو کروز اثر کارلوس فوئنتس از دید سه شخصیت که فصل به فصل تغییر می‌کند نقل می‌شود، اگرچه به یک قهرمان اصلی اشاره دارند. رمان رؤیا در کوبا اثر کریستینا گارسیا میان سوم شخص، دانای محدود و اول شخص تغییر می‌کند که بستگی به نسل شخصیت‌ها دارد: برای نوه‌ها از اول شخص استفاده می‌شود و برای والدین و مادربزرگ و پدربزرگ از سوم شخص دانای محدود.

## صدای روایت
به طرز انتقال داستان می‌گویند؛ مثلاً دیدن فرایند فکری یک شخصیت، خواندن نامه، نوشتن برای کسی، بازگو کردن تجربیات شخصیت و….

### سیلان آگاهی
سیلان آگاهی یا سیلان ذهن با بازنمایی فرایند تفکر - با استفاده از اعمال ساده و متضاد و واژه‌های محاوره شخصیت راوی- به راوی چشم‌اندازی می‌دهد که معمولاً اول شخص است. اغلب تک گویی درونی و خواسته‌ها و انگیزه‌های باطنی مانند تکه‌های ناقص افکار می‌مانند که برای خواننده بیان می‌شود و الزامی نیست تا دیگر شخصیت‌ها نیز بشنوند. به‌طور مثال احساسات گوناگون در خشم و هیاهو و گور به گور اثر ویلیام فاکنر، افکار تکه‌تکه شده شخصیت «آفرد» در رمان سرگذشت ندیمه اثر مارگارت آتوود، یا آهنگ حماسه کولی اثر گروه کوئین که راوی از تجربیات کابوس مانند خود بهره می‌برد. رمان اولیس اثر جیمز جویس نمونه کامل سیلان آگاهی است. در فارسی نیز سمفونی مردگان و همچنین پیکر فرهاد، اثر عباس معروفی از نمونه‌های سیلان آگاهی است.

### صدای شخصیت
یکی از صداهای راوی متداول، که به خصوص به شکل اول شخص و سوم شخص از آن استفاده می‌شود، صدای شخصیت است که معمولاً توسط یک شخص آگاه (معمولاً انسان) و به عنوان راوی حضور دارد. در این وضعیت، راوی یک نهاد نامشخص نیست، بلکه نسبتاً راوی بازگوپذیر تر و واقعی تر می‌شود که می‌تواند در اتفاقات داستان دخالت داشته باشد یا نداشته باشد، یا می‌تواند در داستان روش جانبدارانه‌ای پیش بگیرد یا نگیرد. اگر شخصیت راوی در داستان دخالت داشته باشد راوی از زاویه دید او استفاده می‌کند که زاویه دید شخصیت نامیده می‌شود. زاویه دید شخصیت نباید حتماً زاویه دید شخصیت اصلی باشد؛ مثلاً شخصیت دکتر واتسن در شرلوک هلمز یا شخصیت اسکات در کشتن مرغ مقلد یا نیک کاراوی در گتسبی بزرگ نمونه‌هایی از استفاده از زاویه دید شخصیت مکمل هستند.

#### صدای نامعتبر
یکی از زیر مجموعه‌های صدای شخصیت، راوی ای شک‌برانگیز و غیرقابل اعتماد است. در این روش مؤلف می‌تواند تعمداً از حس ناباوری یا سطحی از ذن و اسرارآمیزی را به کار بگیرد تا مشخص نشود کدامیک از اطلاعات داده شده درست است و کدام غلط. این فقدان حس اطمینان توسط مؤلف به کار گرفته می‌شود تا نشان دهد که راوی به نوعی روان پریشی دچار است. راوی قلب رازگو اثر ادگار آلن پو، به‌طور قابل توجهی مغرض، ناآگاه، نادان و کودک یا به‌طور هدفمند تلاش می‌کند مخاطب را فریب دهد. راوی نامعتبر به صورت عام اول شخص است، اما اگر بنا به دلایلی نویسنده زاویه دید سوم شخص را نیز برگزیند، این شکل سوم شخص ذهنی است.
به‌طور مثال نلی دین در بلندی‌های بادگیر اثر امیلی برونته، رئیس برادمن در پرواز بر فراز آشیانه فاخته اثر کن کیسی، هولدن کالفیلد در ناطور دشت اثر جی. دی. سالینجر، دکتر جیمز شپرد در قتل راجر آکروید اثر آگاتا کریستی، استارک در رو به جلو اثر مایکل مارشال اسمیت، جان شید و چارلز کینبات هر دو در آتش رنگ پریده اثر ولادیمیر ناباکوف و جان داول در سرباز خوب اثر فورد مادوکس فورد از دسته راویان نامعتبر می‌باشند.
یک راوی ساده و بی تکلف کسی است که با نادانی و بی‌تجربگی معضلات و گسل‌های دنیای خود را در معرض نمایش قرار می‌دهد. این روش معمولاً در آثار طنز کاربرد دارد، که در آن مخاطب می‌تواند راحت‌تر محیط راوی را استنتاج کند تا خود راوی. راوی‌های کودک نیز زیر این دسته قرار می‌گیرند.

### صدای نامه نگارانه
صدای نامه نگارانه اغلب در داستان‌های استفاده می‌شود و سریالی از نامه‌ها یا آثار متنی دیگر است که پیرنگ داستان را منتقل می‌کند. هر چند در این آثار معمولاً به نظر می‌رسد از چند زاویه دید نوشته شده است اما مسلماً می‌توان آن‌ها را جداگانه دسته‌بندی کرد و گفت هیچ راوی ای وجود ندارد. تنها راوی این داستان‌ها کسی است که نامه‌ها را در یک جا جمع‌آوری کرده است. معروف‌ترین مثال از این رمان‌ها فرانکنشتاین اثر ماری شلی است که توسط نامه‌هایی دنباله‌دار نوشته شده است. دیگر مثال رمان دراکولا اثر برام استوکر است که توسط برگ‌هایی از خاطرات، نامه‌ها و تکه‌های روزنامه نقل می‌شود. اثر دیگر از این دست رابط خطرناک اثر پیر-آمبرواز شودرلو دو لاکلو است که از مکاتبات میان شخصیت‌ها شکل می‌گیرد و غالباً میان مارکوس د مرتل و ویلمونت د والمونت رد و بدل می‌شود. لانگستون هیوز از این شکل به صورت کوتاه‌تر در داستان کوتاهش «عبور» استفاده کرده است که نامه‌های مردی جوان خطاب به مادرش است.

### صدای سوم شخص
صدای سوم شخص تکنیک‌های صدای راوی است که منحصراً در زاویه دید سوم شخص به کار گرفته می‌شود.

#### سوم شخص ذهنی
سوم شخص ذهنی یا سابجکتیو، موقعی به کار می‌آید که راوی بخواهد افکار، احساسات، نظرات و… یک یا چند شخصیت را انتقال بدهد. اگر تنها ذهنیات یک شخصیت توصیف شود می‌توان نام آن را سوم شخص محدود گذاشت. در این حالت خواننده محدود به دانستن افکار یک شخصیت (که معمولاً قهرمان اصلی است) می‌شود، مانند حالت اول شخص. مانند گابریل در مرگ اثر جیمز جویس، گودمن براون جوان اثر ناتانیل هاوثورن، سانتیاگو در پیرمرد و دریا اثر ارنست همینگوی. برخی سوم شخص‌های دانای کل می‌توانند زیرمجموعه سوم شخص ذهنی قرار بگیرند که توصیفات آن بین افکار و احساسات شخصیت‌های متفاوت دررفت‌وآمد است.
در قرن بیستم این سبک، چه محدود چه دانای کل، از محبوب‌ترین زاویه دیدها بودند. به علاوه در بسیاری از رمان‌های قرن نوزدهم نیز دیده می‌شود. این نوع برخی اوقات زاویه دید «بر روی شانه» نیز نامیده می‌شود. راوی فقط در این حالت افکار و اطلاعاتی که توسط شخصیت درک می‌شود را توصیف می‌کند. در کمترین حالت و بیشترین دخالت سوم شخص ذهنی، راوی افکار قهرمان اصلی را نیز بیان می‌نماید که این حالت بسیار شبیه اول شخص است. در این حالت راوی به عمیق‌ترین روابط شخصی قهرمان اصلی نفوذ دارد، اما از لحاظ دستوری از سوم شخص استفاده می‌کند. برخی نویسندگان زاویه دید را از شخصیتی به شخصیت دیگر تغییر می‌دهند، مثل ترانه یخ و آتش اثر جرج. آر.آر. مارتین.
افکار شخصیت کانونی، قهرمان اصلی، شخصیت مقابل و برخی دیگر از شخصیت‌ها در خلال روایت داستان آشکار می‌شود. خواننده رویدادها را از طریق ادراک شخصیت منتخب می‌خواند.

#### سوم شخص عینی
سوم شخص عینی یا آبجکتیو، موقعی به کار می‌آید که راوی نخواهد افکار، احساسات، نظرات و… هیچ‌کدام از شخصیت‌ها را توصیف نماید. به جای آن، یک هدف (اوبژه) می‌دهد عاری بدون زاویه دید متعصبانه. اغلب راوی خود غیرانسانی را به نمایش می‌گذارد تا توصیفات خنثی باشد. این حالت روایت خارج از اشکال داستانی در مقاله‌های روزنامه‌ها، زندگینامه‌ها و ژورنال‌های علمی استفاده می‌شود. این حالت می‌تواند با عنوان «پرواز بر فراز دیوار» یا «لنز دوربین» توصیف شود که تنها می‌توانند اتفاقات قابل مشاهده را نقل کند اما اعمال را تفسیر نمی‌کند یا افکاری که در اذهان شخصیت‌ها می‌گذرد را نمایش نمی‌دهد. در متون داستانی از این نوع برای تأکید کردن بر این که احساسات شخصیت از اعمالش مشخص می‌شود، استفاده می‌گردد. افکار درونی اگر توصیف شوند به ما یک صدای تک گویی می‌دهد درحالی‌که این روش به مؤلف اجازه نمی‌دهد تا افکار و احساسات بیان نشده را نشان دهد، این روش اجازه می‌دهد تا نویسنده اطلاعاتی را ارائه دهد که هیچ‌یک از شخصیت‌ها از آن آگاه نیستند. یکی از مثال‌های این روش که چشم‌انداز دوربین-چشم نیز نامیده می‌شود، تپه‌هایی شبیه فیل‌های سفید اثر ارنست همینگوی است.
سوم شخص عینی این اجازه را به راوی می‌دهد که ترجیح دهد در بسیاری از موارد عمداً سعی کند خنثی یا بی‌تعصب بماند، مانند بسیاری از مقالات روزنامه‌ها. این روش همچنین سوم شخص دراماتیک نیز نامیده می‌شود زیرا راوی مانند یک خواننده دراما، خنثی و بی‌تفاوت است نسبت به پیشرفت داستان و پیرنگ - تنها یک ناظر بدون نقش است. این روش همچنین در میانه قرن بیستم توسط نویسندگان فرانسوی در نهضت رمان نو استفاده می‌شده است.

### سوم شخص دانای کل
در طول تاریخ، سوم شخص دانای کل متداول‌ترین شکل زاویه دید بوده است. بسیاری از آثار کلاسیک از جمله آثار جین آستن، لئو تولستوی و جرج الیوت از این دسته هستند. این نوع روایت شامل راوی ای با دید، دانش، زاویه دید فراگیر و هر چیزی که در دنیای داستان اتفاق می‌افتد می‌شود، شامل تمام افکار و احساسات شخصیت‌ها. این روش همچنین گاهی صبغه ذهنی نیز به خود می‌گیرد. یکی از مزایای این روش بالابردن حس اطمینان در پیرنگ است. دانای کل کمترین قابلیت را برای نامعتبر بودن دارد، هرچند می‌تواند دانای کل شخصیتی مجزا داشته باشد و قضاوت‌ها و نظرات خود را دربارهٔ شخصیت‌ها ارائه کند.
به علاوه می‌تواند این حس را تقویت کند که راوی واقعی است (بنابراین داستان حقیقت دارد). مزیت اصلی این روش مناسب بودن برای داستان‌های بزرگ، فراگیر و حماسی است یا داستان‌های پیچیده‌ای که چند شخصیت در آن نقش دارند. مشکل این روش ایجاد فاصله میان مخاطب و داستان است و حقیقت این است که پیوستگی داستان‌های فراگیر یا حماسی با هزارن شخصیت (در حالی که شخصیت‌سازی بهتر است محدود باشد) باعث می‌شود خواننده قدرت تشخیص یا همدردی با شخصیت را از دست بدهد. یک مثال کلاسیک از مزیت و مشکل این روش ارباب حلقه‌ها اثر جان رونالد روئل تالکین است.
برخی نویسندگان و منتقدان ادبی بین سوم شخص دانای کل و دانای کل جهانی تفاوت قائل هستند، تفاوت دانای کل جهانی در این است که راوی از صنعت اطلاعاتی را نشان می‌دهد که شخصیت ندارد (آیرونی). معمولاً دانای کل جهانی این نظر را تقویت می‌کند که راوی هیچ ارتباطی با اتفاقات داستان ندارد.
روایتگری دانای کل روایتگریِ آن دسته از راویهایی است که ظاهراً همه چیزِ مربوط به قصهٔ روایت‌شده را می‌دانند. این اصطلاح در عین رواج، مسئله‌ساز نیز هست و در مجموع بیش‌تر گیج‌کننده است تا مفید. این درست که راوی‌هایی هستند که ظاهراً همه چیز را می‌دانند اما هیچ‌کدام از روایتگری‌ها کاملاً به شیوهٔ دانای کل (به معنای تحت‌اللفظی «همه‌چیزدان») نیستند. همهٔ روایتگری‌ها پر از نقاط کور یا شکاف‌هایی هستند که ما باید با استفاده از دانش محدود خود آن‌ها را پر کنیم.

## زمان روایت
زمان روایت، نوع زمان دستوری زبان را مشخص می‌کند؛ چه گذشته، چه حال و چه آینده.

### زمان گذشته
بیان داستان در زمان گذشته از متداول‌ترین شکل بیان داستان است. رویدادهای رخ داده در داستان طوری توصیف می‌شود که گویی زمانی پیش از زمان حال یا زمانی که راوی داستان را برای مخاطب بیان می‌کند، رخ داده است.
به حیاط کوچکی که جلو جایگاه بود وارد شدند. سرباز کشیک، که جوانکی زبر و زرنگ بود و لباسی پاکیزه و قشنگ بع تن داشت، جارو به دست از آن‌ها استقبال کرد و به دنبالشان به راه افتاد— آناکارنینا، لئو تولستوی

### زمان حال
رویدادهای پیرنگ طوری توصیف می‌شود که گویی در زمان حال اتفاق می‌افتد. در زبان انگلیسی به این زمان «حال تاریخی» نیز می‌گویند که در روایت‌های گفتگویی متداول است تا در متون ادبی. یکی از مثال‌های اخیر نوشته شده در زمان حال سه‌گانه عطش مبارزه اثر سوزان کالینز است.
احساس می‌کنی داری به بلوغ می‌رسی؛ رشد می‌کنی. گفتن این حرف‌ها به پدرت هیچ فایده‌ای ندارد. اما فکر کردن به چنین موضوعاتی باعث می‌شود شاید باعث شود تا در دوران پادشاهی تو، چنین حوادثی اتفاق نیفتد.— شاه بی شین، محمدکاظم مزینانی

### زمان آینده
در ادبیات بسیار نادر است، که رویدادهایی از پیرنگ را توصیف می‌کند که زمانی اتفاق خواهد افتاد. اغلب، این رویدادهای آینده توسط راوی ای توصیف می‌شود که علم غیب دارد (یا قرار است داشته باشد). برخی داستان‌هایی که با زبان آینده نوشته شده است از صدای پیامبرانه استفاده می‌کند.